# Un băiat de treabă
Un băiat de treabă (în engleză Homeboy) este un film dramatic american din 1988, regizat de Michael Seresin⁠(d).

## Rezumat
Johnny Walker este un boxer cu leziuni cerebrale care s-a mutat recent într-o stațiune pe malul mării. Se îndrăgostește de Ruby, o proprietară de carnaval cu care are multe în comun. De asemenea, se împrietenește cu Wesley Pendergrass, un promoter corupt. Wesley și Johnny formează o prietenie puternică și este clar că Johnny ajunge să îl idolatrizeze pe Wesley, care vrea să îl folosească pe Johnny ca mușchi într-un jaf și îi cere ajutorul. Johnny trebuie să aleagă între iubirea lui Ruby sau prietenia lui Wesley.

## Distribuție
- Mickey Rourke - Johnny Walker
- Christopher Walken - Wesley Pendergass
- Debra Feuer - Ruby
- Thomas Quinn - Lou
- Kevin Conway - Grazziano
- Antony Alda - Ray
- Jon Polito - Moe Fingers
- Bill Slayton - Bill
- David Albert Taylor - Cannonball
- Joseph Ragno - antrenorul lui Cotten
- Matthew Lewis - Cotten
- Willy DeVille - bodyguardul lui Moe
- Rubén Blades - doctorul
- Sam Gray - frizerul
- Dondre Whitfield - Billy Harrison
- Stephen Baldwin - Luna Park Drunk
- Michael Buffer - crainicul de ring